# LYPD2
LYPD2 (англ. LY6/PLAUR domain containing 2) – білок, який кодується однойменним геном, розташованим у людей на 8-й хромосомі. Довжина поліпептидного ланцюга білка становить 125 амінокислот, а молекулярна маса — 13 115.
| 10         |  | 20         |  | 30         |  | 40         |  | 50         |
| ---------- |  | ---------- |  | ---------- |  | ---------- |  | ---------- |
| MRGTRLALLA |  | LVLAACGELA |  | PALRCYVCPE |  | PTGVSDCVTI |  | ATCTTNETMC |
| KTTLYSREIV |  | YPFQGDSTVT |  | KSCASKCKPS |  | DVDGIGQTLP |  | VSCCNTELCN |
| VDGAPALNSL |  | HCGALTLLPL |  | LSLRL      |  |            |  |            |

A: Аланін

C: Цистеїн

D: Аспарагінова кислота

E: Глутамінова кислота

F: Фенілаланін

G: Гліцин

H: Гістидин

I: Ізолейцин

K: Лізин

L: Лейцин

M: Метіонін

N: Аспарагін

P: Пролін

Q: Глутамін

R: Аргінін

S: Серин

T: Треонін

V: Валін

Кодований геном білок за функцією належить до ліпопротеїнів. 
Локалізований у клітинній мембрані, мембрані.